# José Bastos
Pour les articles homonymes, voir Bastos.
José Bastos, de son nom complet José Manuel de Bastos, est un footballeur portugais né le 17 octobre 1929 à Albergaria-a-Velha et mort le 24 novembre 2020. Il évoluait au poste de gardien de but.

## Carrière
- 1949-1961 :  Benfica Lisbonne
- 1960-1961 :  Atlético CP (prêté par Benfica)
- 1961-1962 :  SC Beira-Mar
- 1962-1963 :  Atlético CP[3]

## Palmarès
Avec le Benfica Lisbonne :
- Champion du Portugal en 1950, 1955 et 1957
- Vainqueur de la Coupe du Portugal en 1951, 1952, 1953, 1957 et 1959
- Vainqueur de la Coupe Latine en 1950
- Finaliste de la Coupe Latine en 1957